# На шляху до аеропорту
На шляху до аеропорту (кор. 공항 가는 길) — південнокорейський романтичний серіал що транслювався щосереди та щочетверга з 21 вересня по 10 листопада 2016 року на телеканалі KBS2.

## Сюжет
Чхве Су А працює стюардесою в великій авіакомпанії, разом з чоловіком вони виховують єдину доньку Хьо Ин. Її чоловік Пак Чін Сок, керує величезним літаком, тож, на перший погляд, все в її житті добре. Але насправді це не так, Чін Сок командуючи екіпажем літака звик до беззаперечного виконання своїх наказів і намагається перенести це у родинне життя. Він одноосібно вирішує що Хьо Ин буде навчатися закордоном, навіть не запитавши думки дружини, та не поцікавившись чи хоче сама Хьо Ин навчатись в міжнародній школі. Бувши безмірно самозакоханою людиною, він має іншу квартиру де наодинці відпочиває між рейсами, стверджуючи що родина лише відволікає та не дає як слід відпочити поважному капітану. Додому він з'являється лише щоб віддати черговий наказ дружині. Су А надто втомилася від подібного життя, але не наважується щось у ньому змінити. Але випадкове знайомство з архітектором Со До У змінює все її життя.

## Акторський склад

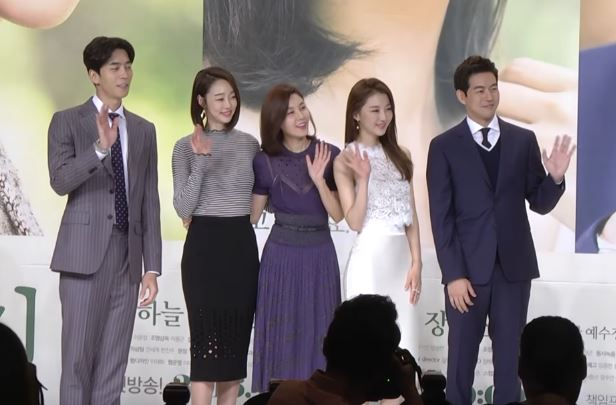
Виконавці головних ролей
(зліва на право Сін Сон Рок, Чхве Йо Чжін,
Кім Ха Ниль, Чан Хі Чжін та Лі Сан Юн)

### Головні ролі
- Кім Ха Ниль — у ролі Чхве Су А[1][2]. Стюардеса, дружина Чін Сока та мати Хьо Ин. В тяжкий момент життя доля зводить її з До У, в стосунках з яким вона знаходить так необхідну для себе теплоту відносин. Спочатку вона лякається нового почуття, але згодом ці відносини допомагають її змінити своє життя.
- Лі Сан Юн — у ролі Со До У[3]. Архітектор. На відміну від своєї дружини, дуже прив'язався до її доньки Ин У, хоча вона йому і не рідна. Після того як Ин У трагічно загинула за кордоном, а дружина сприйняла це мало не з полегшенням, зовсім розчаровується в ній. В той самий час він знайомиться з Су А.
- Сін Сон Рок — у ролі Пак Чін Сока[4]. Самозакоханий капітан екіпажу літака, для нього родина це лише ширма яку потрібно мати людині для статусу. Для нього зовсім не мають значення думки дружини або мрії доньки, важливе лише те що вирішив він.
- Чхве Йо Чжін — у ролі Сон Мі Чін. Колега та найкраща подруга Су А з якою вони майже ровесники. На відміну від Су А, яка досить рано вийшла заміж, Мі Чін ще не має родини, натомість має таємницю якою не може поділитися навіть з подругою.
- Чан Хі Чжін[en] — у ролі Кім Хьо Вон. Дружина Со До У. Трудоголік, робота для неї сенс життя. Вона має доньку Ин У від першого шлюбу, але її зовсім не цікавить життя нелюбимої доньки, тож вона відправляє її на навчання подалі закордон забороняючи навіть приїздити на канікули. Коли Ин У трагічно гине за кордоном, вона навіть не бажає їхати забирати прах та речі доньки.

### Другорядні ролі

#### Люди навколо Су А
- Кім Хван Хі — у ролі Пак Хьо Ин. Донька Су А та Чін Сока. Замість старанного навчання в міжнародній школі, як того вимагає батько, Хьо Ин більше цікавить футбол і її головна мрія стати професійною футболісткою.
- Кім Квон[en] — у ролі Чхве Чі А. Молодший брат Су А.
- Ха Че Сук[en] — у ролі Лі Хьон Чжу. Подруга Су А, колишня стюардеса, яка звільнилася, щоб піклуватися про родину.
- Лі Йон Ран — у ролі Кім Ян Сук. Свекруха Су А, яка надто пишається успіхами сина.
- О Чі Хє — у ролі Мері. Викладачка міжнародної школи в Малайзії де навчались Хьо Ин та Ин У.

#### Люди навколо До У
- Йо Су Чон — у ролі Ко Ин Хі. Мати Со До У.
- Пак Со Йон — у ролі Со Ин У (Ені). Донька Хьо Вон. Вона більше прив'язана до свого прийомного батька До У, ніж до рідної матері. Їй дуже самотньо за кордоном. На канікулах вона збиралася прилетіти додому, але коли мати забороняє їй приїздити, вибігає на проїжджу частину та гине під колесами автівки.
- Сон Чон Хак — у ролі Мін Сока. Друг сім'ї До У, допомагає в справах матері До У.
- Чхве Сон Хьон[en] — у ролі Хан Чі Ин.
- Кім Кьон У[en] — у ролі Чан Хьон У. Бармен, друг До У.

#### Працівники авіакомпанії
- Кім Сон Хун — у ролі Пак Чхан Хуна.
- Кім Тхе Хьон — у ролі Кевіна О.
- Пак Сон Ім — у ролі Кім Чу Хьона.
- Чхве Со Йон — у ролі Лі Сон Йон.
- Чон Йон Чжу — у ролі Кан Ин Чжу.
- Лі Чон Хьок — у ролі Пак Сан Хьопа.
- На Хє Чжін — у ролі Ян Хє Чжін.

## Рейтинги
- Найнижчі рейтинги позначені синім кольором, а найвищі — червоним кольором.

| Серія            | Прем'єра          | Рейтинг        | Рейтинг      | Рейтинг        | Рейтинг     |
| Серія            | Прем'єра          | TNmS Ratings   | TNmS Ratings | AGB Nielsen    | AGB Nielsen |
| Серія            | Прем'єра          | По всій країні | Сеул         | По Всій країні | Сеул        |
| ---------------- | ----------------- | -------------- | ------------ | -------------- | ----------- |
| 1                | 21 вересня 2016   | 8,5%           | 9,6%         | 7,4%           | 7,4%        |
| 2                | 22 вересня 2016   | 7,1 %          | 7,5 %        | 7,5 %          | 7,9 %       |
| 3                | 28 вересня 2016   | 7,6 %          | 8,1 %        | 9 %            | 9,3 %       |
| 4                | 29 вересня 2016   | 8,1 %          | 9,3 %        | 8,3 %          | 8,4 %       |
| 5                | 5 жовтня 2016     | 6,6 %          | 6,1%         | 7,5 %          | 7,8 %       |
| 6                | 6 жовтня 2016     | 7,1 %          | 7,4 %        | 9,1 %          | 9,9 %       |
| 7                | 12 жовтня 2016    | 6,9 %          | 6,8 %        | 8,5 %          | 8,8 %       |
| 8                | 13 жовтня 2016    | 6,8 %          | 6,8 %        | 7,4%           | 8,1 %       |
| 9                | 19 жовтня 2016    | 6,6 %          | 6,8 %        | 7,8 %          | 8,1 %       |
| 10               | 20 жовтня 2016    | 6,8 %          | 7,4 %        | 8,1 %          | 8,7 %       |
| 11               | 26 жовтня 2016    | 7,1 %          | 6,7 %        | 8,8 %          | 10,1%       |
| 12               | 27 жовтня 2016    | 7,2 %          | 7,2 %        | 9,3%           | 9,8 %       |
| 13               | 2 листопада 2016  | 6,7 %          | 7,4 %        | 8,5 %          | 9,2 %       |
| 14               | 3 листопада 2016  | 6,5 %          | 6,5 %        | 9,1 %          | 9,4 %       |
| 15               | 9 листопада 2016  | 6,1%           | 6,8 %        | 8,1 %          | 8,9 %       |
| 16               | 10 листопада 2016 | 6,5 %          | 6,1 %        | 9,.3%          | 9,8 %       |
| Середній рейтинг | Середній рейтинг  | 7%             | 7,3%         | 8,4%           | 8,9%        |

## Нагороди
| Рік  | Нагорода               | Категорія                                    | Отримувач                | Результат | Примітки |
| ---- | ---------------------- | -------------------------------------------- | ------------------------ | --------- | -------- |
| 2016 | 30-та Премія KBS драма | Нагорода за високу майстерність (акторки)    | Кім Ха Ниль              | Перемога  | [ 6 ]    |
| 2016 | 30-та Премія KBS драма | Нагорода за майстерність (актор мінісеріалу) | Лі Сан Юн                | Перемога  | [ 6 ]    |
| 2016 | 30-та Премія KBS драма | Краща пара                                   | Кім Ха Ниль та Лі Сан Юн | Перемога  | [ 6 ]    |